# Fritz Zwicky
Fritz Zwicky   (Varna, 14 de febrer de 1898 - Pasadena, 8 de febrer de 1974) va ser un astrònom i físic suís emigrat als EUA. Va treballar la major part de la seva vida a l'Institut Tecnològic de Califòrnia, als Estats Units, on va fer moltes contribucions importants en l'astronomia teòrica i observacional. El 1933, Zwicky va ser el primer a utilitzar el teorema del virial per inferir l'existència de matèria fosca no vista, descrivint-lo com "dunkle Materie".

## Biografia
Va néixer a Varna, Bulgària, el 1898, de pare suís. El seu pare, Fridolin (nascut el 1868), va ser un important industrial a la ciutat búlgara i també va servir com a ambaixador de Noruega a Varna (1908–1933). La Casa Zwicky a Varna va ser dissenyada i construïda per Fridolin Zwicky. La mare de Fritz, Franziska Vrček (nascuda el 1871), era d'ètnia txeca de l'Imperi Austrohongarès. Fritz va ser el més gran dels tres fills de la família Zwicky: tenia un germà menor anomenat Rudolf i una germana, Leonie. La mare de Fritz va morir a Varna el 1927 i el seu pare Fridolin va romandre a Bulgària fins al 1945, quan va tornar a Suïssa. La seva germana Leonie es va casar amb un búlgar de Varna i va passar tota la seva vida a la ciutat.
El 1904, als sis anys, Fritz va ser enviat als seus avis en el cantó ancestral de Glarus, a Suïssa, per estudiar comerç. Els seus interessos van canviar a les matemàtiques i la física i va rebre una formació avançada en matemàtiques i física experimental al Politècnic Federal Suís (avui conegut com a ETH Zürich) a Zúric. El 1925, va emigrar als Estats Units per treballar amb Robert Millikan a l'Institut de Tecnologia de Califòrnia (Caltech) amb una oficina al vestíbul de Robert Oppenheimer després de rebre la "beca internacional de la Fundació Rockefeller"," on va romandre fins a 1972.
Va ser responsable de plantejar nombroses teories cosmològiques que tenen un profund impacte en la comprensió del nostre univers actual. Va encunyar el terme "supernova" mentre fomentava el concepte d'estrelles de neutrons. Serien cinc anys més tard, quan Oppenheimer publicaria el seu document que anunciaria "estrelles de neutrons". Fritz va ser nomenat professor d'Astronomia a Caltech el 1942 i també va treballar com a director/consultor d'investigació per Aerojet Engineering Corporation (1943-1961) i membre del personal de l'Observatori Mount Wilson i de l'Observatori Palomar durant la major part de la seva carrera. Va desenvolupar alguns dels primers motors de reacció i posseeix més de 50 patents, moltes d'elles en propulsió a reacció, i és l'inventor del reactor subaquàtic (TIME, 14 de març de 1949), el motor d'embranzida de reacció de dues peces i l'impuls hidràulic invertit.
L'abril del 1932, Fritz Zwicky es va casar amb Dorothy Vernon Gates (1904-1991), membre d'una família local prominent i filla del senador de l'Estat de Califòrnia Egbert Gates. Els seus diners van ser fonamentals en el finançament de l'Observatori Palomar durant la Gran Depressió. Nicholas Roosevelt, cosí del president Theodore Roosevelt, era el seu cunyat per matrimoni amb Tirzah Gates. El 1934 al costat de Walter Baade, va proposar que les supernoves són una classe d'explosions estel·lars completament diferents a les noves. Zwicky i Dorothy es van divorciar de manera amistosa el 1941. Entre els anys 1943 i 1946, al costat de Theodore von Kármán i d'altres, va ajudar a desenvolupar els primers sistemes d'enlairament assistit per reactors. El 1947 Zwicky es va casar a Suïssa amb Anna Margaritha Zurcher i van tenir tres filles, Margrit, Franziska i Barbarina. El Museu Zwicky de la Landesbibliothek, Glarus, conserva moltes de les seves obres i treballs científics, i Fritz Zwicky Stiftung (Fundació) a Suïssa continua les seves idees. relacionat amb l'anàlisi morfològica. Zwicky va morir a Pasadena el 8 de febrer de 1974 i va ser enterrat a Mollis, Suïssa.
Zwicky era ateu.
Se li recorda com tant un geni i com un rondinaire. Un dels seus insults favorits era referir-se a persones que no aprovaven com a "bastards esfèrics", perquè, va explicar, eren bastards sense importar-ne la manera de mirar-los.
Una recent biografia en anglès va ser publicada per la Fundació Fritz Zwicky: Alfred Stöckli i Roland Müller: Fritz Zwicky – An Extraordinary Astrophysicist. Cambridge Scientific Publishers, Cambridge, 2011. Una revisió del llibre està disponible a Acta Morphologica Generalis Arxivat 2016-03-04 a Wayback Machine..

## Treball científic

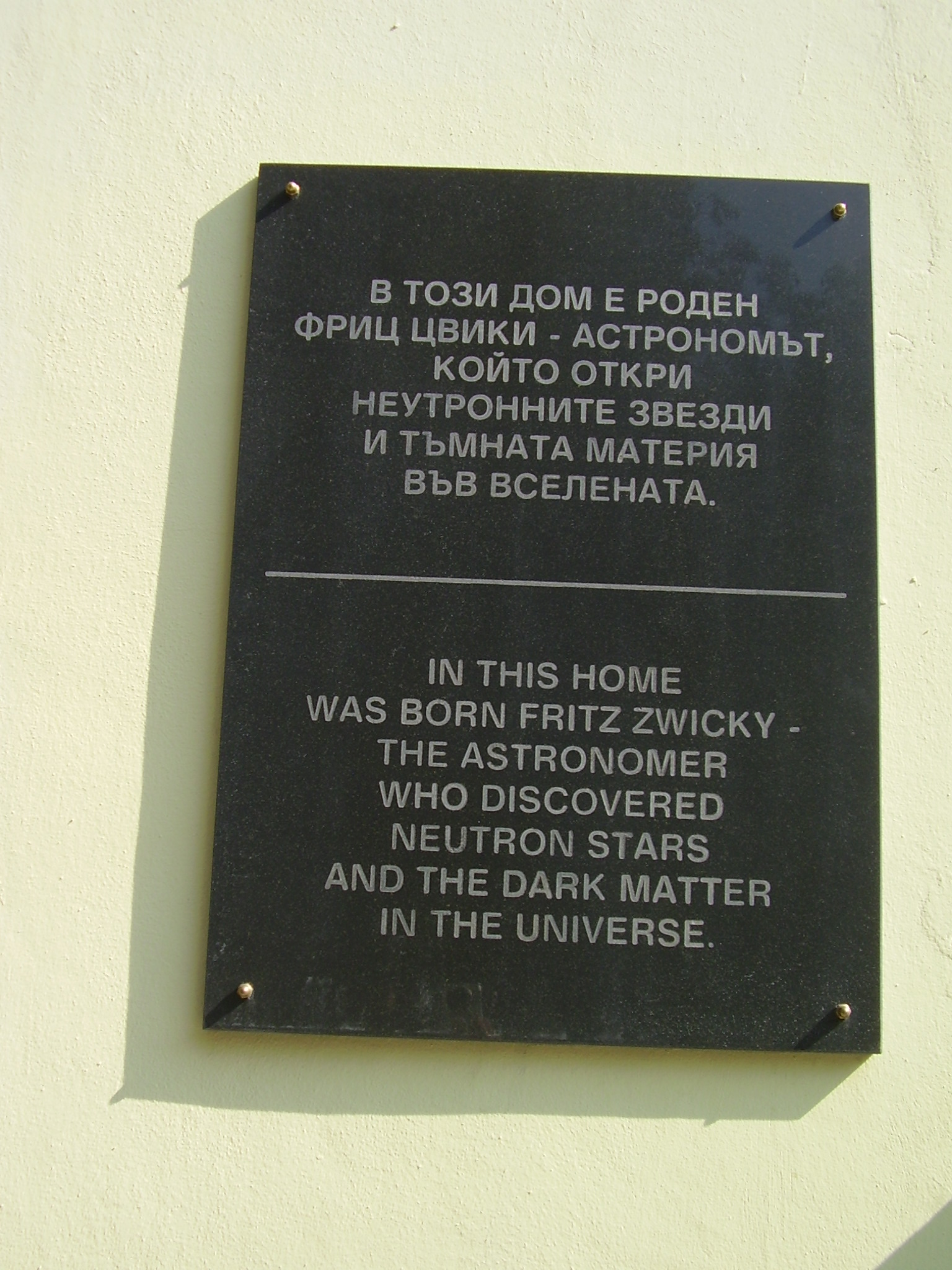
La placa commemorativa de la casa de Varna, on va néixer Zwicky. Les seves contribucions a la comprensió de les estrelles de neutrons i de la matèria fosca són esmentades explícitament

Fritz Zwicky va ser un científic prolífic i va fer importants contribucions en moltes àrees de l'astronomia.

### Cristalls iònics i electròlits
Les seves primeres contribucions científiques van correspondre a cristalls iònics i electròlits.

### Supernoves i estrelles de neutrons
Juntament amb el seu col·lega Walter Baade, Zwicky va ser pioner i va promoure l'ús dels primers telescopis de Schmidt utilitzats en un observatori de muntanya el 1935. El 1934 ell i Baade van encunyar el terme "supernova" i van hipotitzar que les supernoves eren la transició de les estrelles normals en estrelles de neutrons, així com l'origen dels raigs còsmics. Aquesta va ser una opinió que va contribuir a determinar posteriorment la mida i l'edat de l'univers.
En suport d'aquesta hipòtesi, Zwicky va començar a cercar supernoves i va trobar un total de 120 (i un altre, 1963J, d'acord amb Paul Wild) durant 52 anys (SN 1921B a través de SN 1973K), un rècord que es va mantenir fins a 2009 quan va passar per Tom Boles. Zwicky va realitzar el seu laboriós treball comparant les plaques fotogràfiques amb l'ull humà, que és molt més desafiant i difícil que Boles utilitzant la tecnologia moderna per al seu registre.

### Lents gravitacionals
El 1937, Zwicky va afirmar que les galàxies podrien actuar com a lents gravitacionals per l'efecte Einstein descobert anteriorment. No va ser fins al 1979 que aquest efecte va ser confirmat per l'observació de l'anomenat "Twin Quasar" Q0957+561.

### Matèria fosca
Mentre examinava el Cúmul de Coma el 1933, Zwicky va ser el primer a utilitzar el teorema de Virial per inferir l'existència de matèria invisible, a la qual es referia com a "dunkle Materie "matèria fosca". Va calcular la massa gravitacional de les galàxies dins del cúmul i va obtenir un valor almenys 400 vegades superior al que s'esperava de la seva lluminositat, el que significa que la majoria de la matèria ha de ser fosca. El mateix càlcul avui mostra un factor menor, basat en valors més grans per a la massa de material lluminós; però encara queda clar que la gran majoria de la matèria es va inferir correctament que era fosca.

### Llum cansada
Quan Edwin Hubble va descobrir una relació una mica lineal entre la distància a una galàxia i el seu desplaçament cap al vermell expressat com a velocitat, Zwicky va assenyalar immediatament que la correlació entre les distàncies calculades de les galàxies i els seus desplaçaments cap al vermell tenia una discrepància massa gran per encaixar en els marges d'error de la distància. Va proposar que l'efecte vermellós no fos degut a moviments de la galàxia, sinó a un fenomen desconegut que feia que els fotons perdessin energia mentre viatjaven per l'espai. Va considerar que el procés candidat més probable era un efecte d'arrossegament en el qual els fotons transferien l'impuls a les masses circumdants a través d'interaccions gravitacionals; i va proposar que es fes un intent de posar aquest efecte en una base teòrica sòlida amb la relativitat general. També va considerar i va rebutjar explicacions relacionades amb les interaccions amb els electrons lliures o l'expansió de l'espai.
Zwicky era escèptic davant l'expansió de l'espai el 1929, perquè les taxes mesurades en aquell moment semblaven ser massa grans. No va ser fins al 1956 que Walter Baade va corregir l'escala de distància basada en les estrelles variables Cefeida i va introduir les primeres mesures exactes de la taxa d'expansió. El desplaçament cap al vermell cosmològic s'entén convencionalment com a conseqüència de l'expansió de l'espai; una característica de la cosmologia del big-bang.

### Anàlisi morfològica
Zwicky va desenvolupar una forma generalitzada d'anàlisi morfològica, que és un mètode per estructurar i investigar sistemàticament el conjunt total de relacions contingudes en complexos de problemes multidimensionals, generalment no quantificables. Va escriure un llibre sobre el tema el 1969, i va afirmar que va fer molts dels seus descobriments utilitzant aquest mètode.

### Catàleg de galàxies i cúmuls
Zwicky va dedicar molt de temps a la recerca de galàxies i a la producció de catàlegs. Des del 1961 fins al 1968, ell i els seus col·legues van publicar un exhaustiu de sis volums: Catalogue of galaxies and of clusters of galaxies "(Catàleg de galàxies i de grups de galàxies)". Tots van ser publicats a Pasadena, a l'Institut Tecnològic de Califòrnia.
1. Zwicky, F.; Herzog, E.; Wild, P. Catalogue of Galaxies and of Clusters of Galaxies. 1.  California Institute of Technology, 1961.
2. Zwicky, F.; Herzog, E.; Wild, P. Catalogue of Galaxies and of Clusters of Galaxies. 2.  California Institute of Technology, 1963.
3. Zwicky, F.; Herzog, E.; Wild, P. Catalogue of Galaxies and of Clusters of Galaxies. 3.  California Institute of Technology, 1966.
4. Zwicky, F.; Herzog, E. Catalogue of Galaxies and of Clusters of Galaxies. 4.  California Institute of Technology.
5. Zwicky, F.; Karpowicz, M.; Kowal, C.T.. Catalogue of Galaxies and of Clusters of Galaxies. 5.  California Institute of Technology, 1965.
6. Zwicky, F.; Kowal, C.T.. Catalogue of Galaxies and of Clusters of Galaxies. 6.  California Institute of Technology, 1968.

Les galàxies del catàleg original són anomenades galàxies Zwicky, i el catàleg encara es manté i actualitzat en l'actualitat. Zwicky amb la seva esposa Margaritha també va produir un important catàleg de galàxies compactes, de vegades anomenat simplement The Red Book ("El llibre vermell").:Zwicky, F.; Zwicky, M.A. «Catalogue of selected compact galaxies and of post-eruptive galaxies». Guemligen: Zwicky, 1971.

### Armes de foc i follets
Zwicky va ser un pensador original, i els seus contemporanis sovint no tenien manera de saber quines de les seves idees anaven a funcionar i quines no. En una mirada retrospectiva sobre la vida i l'obra de Zwicky, Stephen Maurer va dir:
Quan els investigadors parlen d'estrelles de neutrons, matèria fosca i lents gravitacionals, tots comencen de la mateixa manera: "Zwicky va notar aquest problema en la dècada de 1930. Aleshores, ningú no l'escoltava ..."
És famós pel descobriment de les estrelles de neutrons. També va considerar follets nuclears, que va proposar com "un cos de densitat nuclear... només estable sota una pressió externa suficient dins d'una estrella massiva i densa".
Va considerar que els follets es podien moure dins d'una estrella, i explotar violentament quan arriben a regions menys denses cap a la superfície de l'estrella, i serveixen per explicar els fenòmens eruptius, com ara les estrelles destellants. Aquesta idea mai ha tingut èxit.
Una anècdota que sovint es parla de Zwicky es refereix a un experiment informal per veure si podria reduir els problemes de turbulència que obstaculitzen una sessió d'observació una nit a l'observatori de Mount Wilson. Va dir al seu ajudant que disparés una pistola a través de la ranura del telescopi, amb l'esperança que ajudés a suavitzar la turbulència. No es va notar cap efecte, però l'esdeveniment mostra el tipus de pensament lateral per al qual Zwicky era famós.
En una xerrada amb un estudiant de doctorat de Caltech, Frank Malina, que va experimentar algunes dificultats per treballar en una tesi sobre les característiques del motor de coet d'oxigen-gasolina, Fritz Zwicky va afirmar que l'enginyer "s'hauria de donar compte que un coet no podia funcionar a l'espai, ja que requeria que l'atmosfera empenyés en contra de proporcionar empenta". Després Zwicky va admetre que s'havia equivocat.
També estava molt orgullós del seu treball en la producció dels primers meteors artificials. Va col·locar càrregues explosives al con del nas d'un coet V2, per ser detonat a gran alçada i disparar grànuls de metall a alta velocitat a través de l'atmosfera. Els primers intents semblaven ser fracassos, i Zwicky va tractar de provar de nou amb el coet Aerobee. Les seves sol·licituds van ser denegades, fins que la Unió Soviètica va llançar l'Sputnik 1. Dotze dies més tard, el 16 d'octubre de 1957, Zwicky va llançar el seu experiment a l'Aerobee i va disparar amb èxit grànuls visibles des de l'observatori de Mount Palomar. Es pensa que un d'aquests grànuls podria haver escapat de l'atracció gravitatòria de la Terra i convertir-se en el primer objecte llançat en una òrbita solar.
Zwicky també va considerar la possibilitat de reorganitzar l'univers al nostre gust. En una conferència de 1948 va parlar de canviar planetes, o reubicar-los dins del sistema solar. En la dècada de 1960, fins i tot va considerar com es podria moure tot el sistema solar com una nau espacial gegant per viatjar a altres estrelles. Va considerar que es podia aconseguir disparant grànuls al Sol per produir explosions de fusió asimètriques, i per aquest motiu pensava que l'estrella Alpha Centauri es podria arribar en 2500 anys.

## Humanitari
Zwicky era un generós humanitari amb una gran preocupació per la societat en general. Aquestes dues parts de la seva naturalesa es van unir després de la Segona Guerra Mundial, quan Zwicky va treballar intensament per recollir tones de llibres sobre astronomia i altres temes, i els va enviar a biblioteques científiques devastades per la guerra a Europa i Àsia.
També va tenir una llarga col·laboració amb la Fundació Pestalozzi d'Amèrica, que donava suport als orfenats. Zwicky va rebre la seva medalla d'or el 1955, en reconeixement dels seus serveis.
Zwicky estimava les muntanyes i era un trepidant escalador alpí.
Va ser crític amb la postura política de totes les parts a l'Orient Mitjà i de l'ús d'armes nuclears a la Segona Guerra Mundial. Considerava que l'esperança per al món era de persones lliures de bona voluntat que treballaven junts segons les necessitats, sense institucions o organitzacions permanents.

## Honors
- El 1949, Truman va concedir a Zwicky la Medalla Presidencial de la Llibertat, pel seu treball en la propulsió de coets durant la Segona Guerra Mundial.[33] El 1968, Zwicky va ser nomenat professor emèrit a l'Institut Tecnològic de Califòrnia.
- En 1972, Zwicky va ser guardonat amb la Medalla d'Or de la Reial Societat Astronòmica, el seu premi més prestigiós, per les seves "destacades contribucions a l'astronomia i la cosmologia".[37] Aquest premi va destacar especialment el seu treball sobre les estrelles de neutrons, la matèria fosca i la catalogació de galàxies.
- L'asteroide (1803) Zwicky i el cràter lunar Zwicky ambdós porten el seu nom.
- La Zwicky Transient Facility porta el seu nom en el seu honor.[38]

## Publicacions
Zwicky va produir centenars de publicacions durant una llarga carrera, cobrint un ampli ventall de temes. Aquesta breu selecció, amb comentaris, dona una idea del seu treball.
- Zwicky, F. «On the Red Shift of Spectral Lines through Interstellar Space». Proceedings of the National Academy of Sciences, 15, 10, 10-1929, p. 773–779. DOI: 10.1073/pnas.15.10.773.. Aquest és l'article que proposa un model de llum lleugera per explicar la llei de Hubble. (full article)
- Baade, W.; Zwicky, F. «On Super-novae». Proceedings of the National Academy of Sciences, 20, 5, 1934, p. 254–259. DOI: 10.1073/pnas.20.5.254., i Baade, W.; Zwicky, F. «Cosmic Rays from Super-novae». Proceedings of the National Academy of Sciences, 20, 5, 1934, p. 259–263. DOI: 10.1073/pnas.20.5.259.. Aquests articles consecutius introdueixen la noció d'una supernova i d'una estrella de neutrons respectivament.
- Zwicky, F. «On Collapsed Neutron Stars». Astrophysical Journal, 88, 11-1938, p. 522–525. DOI: 10.1086/144003.. La idea d'una estrella de neutrons, introduïda anteriorment en el paper de la supernova, s'explica juntament amb la idea de la massa estel·lar crítica i dels forats negres.
- Zwicky, F. «On the Formation of Clusters of Nebulae and the Cosmological Time Scale». Proceedings of the National Academy of Sciences, 25, 12, 12-1939, p. 604–609. DOI: 10.1073/pnas.25.12.604.. Zwicky sosté que la forma de les nebuloses indica un univers molt més antic del que es pot explicar per un model d'univers en expansió.

- Zwicky, F. «A Mosaic Objective Grating for the 18-inch Schmidt Telescope on Palomar Mountain». Publications of the Astronomical Society of the Pacific, 53, 8-1941, p. 242–244. DOI: 10.1086/125331.. Zwicky va ser un gran defensor de l'ús del gran telescopi Schmidt, que va tenir un gran efecte per fer molts descobriments.
- Zwicky, F. Report on certain phases of war research in Germany.  Aerojet Engineering Corp, 1945.. Zwicky did work on jet propulsion and other matters with Aerojet corporation during and after the war.
- Zwicky, F. Morphological astronomy.  Springer-Verlag, 1957.. En aquest llibre, Zwicky dona voltes a les seves idees sobre la investigació morfològica com a eina per fer descobriments en astronomia.
- Zwicky, F. «Nuclear Goblins and Flare Stars». Publications of the Astronomical Society of the Pacific, 70, 10-1958, p. 506–508. DOI: 10.1086/127284.. A més de proposar estrelles de neutrons, Zwicky també va proposar agregacions inestables de matèria de densitat de neutrons a les estrelles més grans.
- Zwicky, F. Entdecken, Erfinden, Forschen im Morphologischen Weltbild.  Droemer Knaur, 1966.
- Zwicky, F. Discovery, invention, research through the morphological approach.  MacMillan, 1969.. Zwicky també va proposar que l'aplicació morfològica es pogués aplicar a tot tipus de qüestions de disciplines que van molt més enllà de la ciència bàsica.